# Glenoleon banksi
Glenoleon banksi is een insect uit de familie van de mierenleeuwen (Myrmeleontidae), die tot de orde netvleugeligen (Neuroptera) behoort. 
Glenoleon banksi is voor het eerst wetenschappelijk beschreven door New in 1985.